# Petre Munteanu
Petre Munteanu (n. 26 noiembrie 1916, Câmpina, Prahova, România – d. 18 iulie 1988, Milano, Italia) a fost un tenor liric român care a cântat pe marile scene ale Europei.

## Biografie
Petre Munteanu s-a născut la Câmpina în anul 1916. A studiat vioara și canto la Conservatorul din București iar în 1940 a debutat pe scena Operei Regale din București. Studiile le-a continuat în Germania, la Berlin cu Hermann Weißenborn. După cel de-al doilea război mondial Petre Munteanu a concertat cu mare succes în Italia. În 1947 a debutat la Opera din Roma cu rolul Don Ottavio în Don Giovanni de Mozart și la Scala din Milano cu Ferrando în Cosi fan tutte. A participat la premierele operelor Persefona de Igor Stravinski, Credulo de Cimarosa și Wozzeck de Alban Berg la Scala din Milano.
În anul 1954 a participat la primul spectacol din Italia a operei Snegourotchka de Rimski Korsakov. Au urmat apariții la Covent Garden Opera în Londra, la Opera de Stat din Viena și la cea din Munchen, la operele din Trieste, Florența și Napoli. În 1948 a cântat la Festivalul de la Edinburgh și între 1948-1949 la Festivalul Glyndebourne în rolul Ferrando din Cosi fan tutte. În anul 1960 a participat la premiera operei Intolleranza 60 de Luigi Nono la Teatro Fenice din Veneția. A cântat și la Madrid, în țările scandinave și în Australia (1958).
Cele mai importante roluri pe care le-a cântat Petre Munteanu au fost: Tamino în Flautul fermecat, Don Ottavio în Don Giovanni, Ferrando în Cosi fan tutte, Pedrillo în Răpirea din serai, Fenton în Falstaff, Casio în Otello, Contele Almaviva în Bărbierul din Sevilia, Pylades în Ifigenia în Taurida de Gluck și Filipeto în Cei patru bădărani de Wolf-Ferrari. 
În 1968 a apărut pentru prima dată ca dirijor la Torino. Mai târziu a devenit profesor la Conservatorul Giuseppe Verdi la Milano. Munteanu a excelat ca interpret mozartian, de oratoriu (Bach, Handel) și de lied dar a controlat perfect și repertoriul de belcanto cântând în operele lui Vincenzo Bellini, Gioachino Rossini și Gaetano Donizetti.
Petre Munteanu a înregistrat la DGG, Philips, Nixa, Westminster, Angelicum, Hunt Records și Foint Cetra.

## Discografie selectivă
CD
- Bach: Magnificat in D Major, BWV 243; Gottes Zeit ist die allerbeste Zeit (Actus tragicus), BWV 106
- Berg: Wozzeck - cu Carlo Badioli, Dimitri Lopatto, Dorothy Dow, Hugues Cuénod, Italo Tajo, Joseph Szigeti (vioară), Luciano della Pergola, Maria Teresa Mandalari, Mirto Picchi, Petre Munteanu
- Cicluri de cântece de Schubert și Schumann - cu Franz Holetschek (pian), Petre Munteanu (tenor)
- Lebendige Vergangenheit (Legendary Voices): Petre Munteanu I
- Lebendige Vergangenheit: Petre Munteanu II - cu Amalia Pini, Bruna Rizzoli, Petre Munteanu (tenor), Suzanne Danco
- Mozart: Zaide (2007) - cu Frithjof Sentpaul, Fritz Wunderlich, Horst Gunter, Manfred Gerbert, Maria Stader, Petre Munteanu, Stuttgart Radio Symphony Chorus, SWR Stuttgart Radio Symphony Orchestra
- Recital (2003) - diverse lucrări cu Giorgio Favaretto (pian), Michael Raucheisen (pian), Petre Munteanu (tenor), Otto Dobrindt (dirijor)
- Verdi: Messa da Requiem - cu Gré Brouwenstijn (soprană), Maria von Ilosvay (contralto), Oskar Czerwenka (bas), Petre Munteanu (tenor), corul Accademia Nazionale di Santa Cecilia, orchestra Accademia Nazionale di Santa Cecilia, Paul van Kempen (dirijor)
- Weber: Oberon - cu Anita Cerquetti, Fernanda Cadoni, Liliana Poli, Miriam Pirazzini, Mirto Picchi, Nicoletta Panni, Petre Munteanu, Piero de Palma, Valerio Degli Abbati

LP
- Johann Sebastian Bach - Matthäus-Passion (BWV 244)
- Ludvig van Beethoven - Simfonia a IX
- Gaetano Donizetti - Don Pasquale - Teatro San Carlo, Napoli, studio (Philips)
- Wolfgang Amadeus Mozart - Betulia liberata KV 118 - Angelicum Milano, studio
- Wolfgang Amadeus Mozart - Zaide - Radio-Sinfonie-Orchester Stuttgart
- Franz Schubert - Winterreise
- Richard Wagner - Tannhäuser - Orchestra del Teatro San Carlo, Napoli, live